# Litus Saxonicum

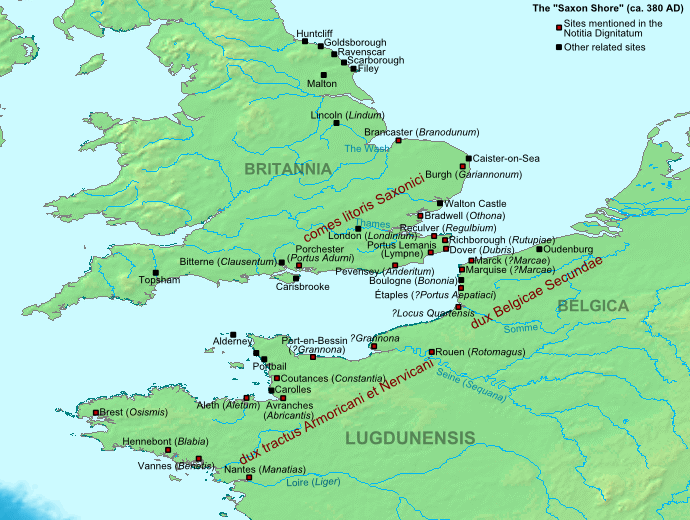
Litus Saxonicum.

De Litus Saxonicum was een Romeinse limes. Hij bestond uit een serie versterkingen aan beide zijden van de Noordzee en het Kanaal. De Litus Saxonicum werd aan het einde van de derde eeuw voltooid en stond onder bevel van een "Comes Litus Saxonicum" (graaf). Hij was gericht tegen de Germaanse Saksen. Hun schepen vormden namelijk een bedreiging voor de kuststreken. Aan het einde van de vierde eeuw werd de Litus Saxonicum in bestuurlijke zin beperkt tot Britannia. De versterkingen in Gallië werden overgenomen door andere bestuurslichamen. Na de val van het Romeinse rijk werd de Britse kust alsnog door de Saksen gekoloniseerd. Enkele forten zijn nog steeds te zien in Oost- en Zuidoost-Engeland.
De limes bestond uit een fortengordel op de kusten van zowel het vasteland als Groot-Brittannië, zich uitstrekkend van Normandië tot aan monding van de Rijn. Veel van deze forten, vooral op de Britse kust, bestaan nog steeds. Van veel andere werden er sporen teruggevonden. In Vlaanderen lagen er onder andere forten in Mark, Oudenburg en Aardenburg. In Holland lag een fort in de Brittenburg, voor de kust van het huidige Katwijk aan Zee. Sommige forten beschikten ook over een vloot. De hoofdbasis van de Classis Britannica lag in Dover.

## Betekenis van de term en rol
De enige contemporaine referentie die wij bezitten, die de naam "Litus Saxonicum" vermeldt stamt uit de late 4de eeuw. Het is de Notitia Dignitatum, die de commandant, de Comes Litoris Saxonici per Britanniam ("Graaf van de Litus Saxonicum in Britannia") noemt en die de namen van de locaties geeft die onder zijn bevel vallen en hun respectievelijke invulling met militair personeel. Door het ontbreken van verdere ondersteunende informatie, hebben de diverse historici verschillende theorieën aangehangen over de exacte betekenis van de naam, en ook over de aard en het doel van de keten van forten, waar de term naar verwijst.
In de loop der tijden zijn er twee verschillende interpretaties naar voren gebracht met betrekking tot de betekenis van het bijvoeglijk naamwoord "Saxorum" (Saksisch): werd de kust nu aangevallen door de Saksen, of was het een kust, waar zich Saksen gevestigd hadden. Sommigen beweren dat deze laatste hypothese werd ondersteund door Eutropius, die stelt dat de zee langs de kusten van Belgica en Armorica in de jaren 280 onveilig werd gemaakt door "Franken en Saksen", en dat om deze reden Carausius als eerste de leiding over de vloot kreeg. Dit gezichtspunt krijgt ook gedeeltelijke ondersteuning van archeologische vondsten. aangezien er artefacten van een Germaanse stijl zijn gevonden in graven, terwijl er vanaf het midden van de 5e eeuw ook aanwijzingen zijn voor de aanwezigheid van enige aantallen Saksen in het gebied van Zuidoost-Engeland en aan de noordelijke kust van Gallië rond Boulogne-sur-Mer en Bayeux. Ook is de praktijk om opzettelijk afwikkeling Germaanse stammen in het Romeinse Rijk te vestigen om de defensie te versterken zeer bekend.
De andere interpretatie, die wordt ondersteund door Stephen Johnson, stelt dat de forten een rol in de kustverdediging speelden. Zij waren zowel bedoeld om indringers, vooral Saksen en Franken, af te weren, alsook als basis voor marine-eenheden, die tegen hen moesten optreden. Deze visie wordt versterkt door het bestaan van een parallelle keten van versterkingen aan de noordelijke Kanaalkust van Gallië, die de Britse forten complementeerde, hetgeen op een uniform defensief systeem duidt.
Andere historici zoals John Cotterill beschouwen de dreiging van Germaanse overvallers, althans in de 3e- en vroege 4e eeuw, als overdreven. De bouw van de forten in Brancaster, Caister-on-Sea en Reculver aan het begin van de 3de eeuw en hun ligging aan de monding van de bevaarbare rivieren wordt door hen geïnterpreteerd als een indicatie van een andere rol, namelijk die van versterkte aan-en afvoer punten van en naar Britannia en Gallië, zonder enige relatie (althans niet op dat moment) met de bestrijding van piraterij.
Dit standpunt wordt ondersteund door contemporaine verwijzingen naar de bevoorrading van het leger van de Caesar Julianus met graan uit Britannia tijdens zijn campagne in Gallië in 359, en het gebruik van de forten als veilige landingsplaatsen voor Graaf Theodosius ten tijde van de onderdrukking van het Grote Complot een paar jaar later.
Een andere theorie, voorgesteld door D.A. White, was dat het uitgebreide systeem van grote stenen forten niet in verhouding stond tot enige dreiging door zeevarende Germaanse raiders, en dat het systeem van de Litus Saxonicum eigenlijk werd ontworpen en gebouwd tijdens de afscheiding van Britannia door Carausius en Allectus (de zogenaamde Carausiaanse opstand) in 289-296; en met een heel andere vijand in het achterhoofd: zij dienden als een bescherming tegen pogingen tot herovering van Brittania door het Romeinse Rijk. Deze visie, hoewel alom betwist, heeft recent ondersteuning gevonden door archeologisch bewijs uit Pevensey. Het fort aldaar stamt uit de vroege jaren 290.
Ongeacht hun oorspronkelijke doel, kan het als zeker worden beschouwd dat in de laatste decennia van de 4de eeuw, de forten en hun garnizoenen waren gebruikt in operaties tegen Frankische en Saksische piraten. Het Romeinse leger verliet Britannia in 407; ook Armorica werd spoedig daarna prijsgegeven. De forten aan beide zijden van het Kanaal bleven de forten in de volgende eeuwen bewoond. Met name in Britannia bleven een aantal forten tot ver in de Angel-Saksische periode in gebruik.

## De forten

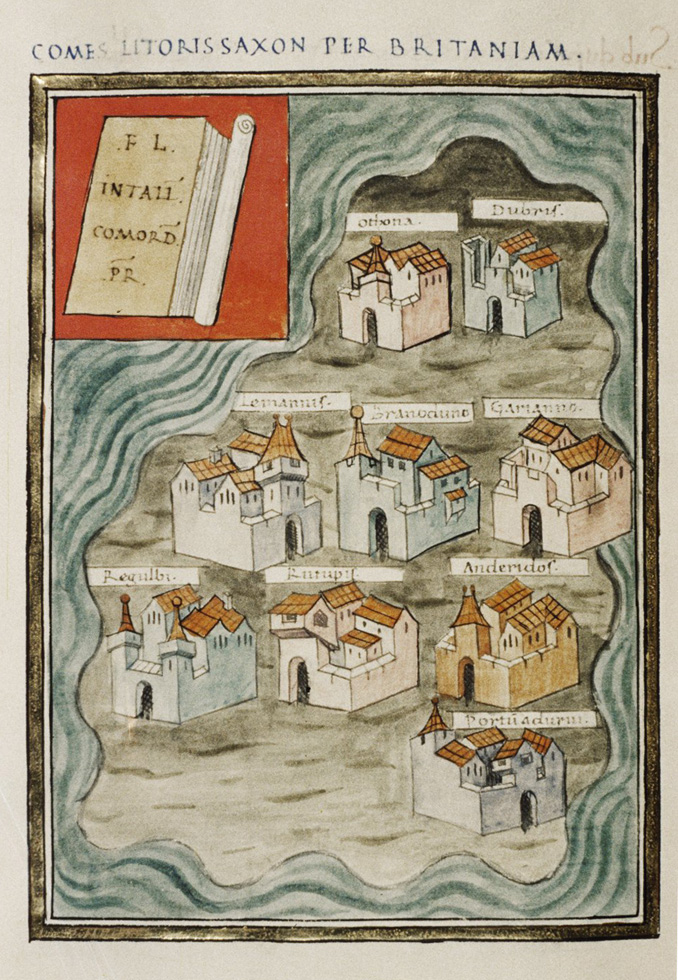
De negen Britse Saxon Shore forten in de Notitia dignitatum.

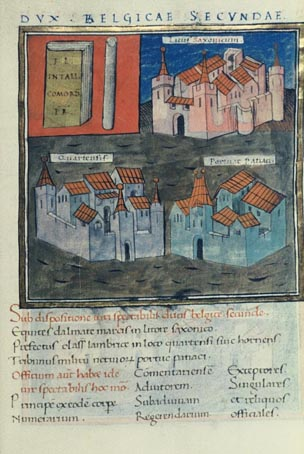
De drie forten aan de kust van Belgica Secunda, volgens de Notitia dignitatum

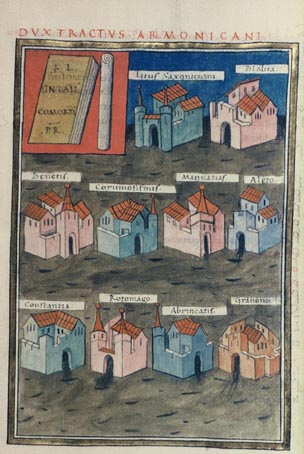
De tien forten aan de Gallische kusten ten zuiden van Belgica Secunda (Notitia dignitatum)

### In Britannia
De negen forten die in de Notitia dignitatum voor Britannia worden genoemd staan hieronder van noord naar zuid met hun garnizoenen vermeld. 
- Branodunum (Brancaster, Norfolk). Een van de eerste forten, daterend uit de jaren 230. Het werd gebouwd om The Wash te bewaken tegen aanvallers en heeft een typisch rechthoekig castrum-lay-out.[10] Er lag een garnizoen van de Equites Dalmatae Brandodunenses, hoewel er bewijs bestaat dat suggereert dat het oorspronkelijke garnizoen het cohors I Aquitanorum was.[11]
- Gariannonum (Burgh Castle, Norfolk). Tot stand gebracht tussen 260 en het midden van de jaren 270 om de toegang tot de rivier de Yare (Gariannus Fluvius) te bewaken. Er lag een garnizoen van de Equites Stablesiani Gariannoneses. Hoewel er enige discussie bestaat over de vraag of dit het fort in Caister-on-Sea is. Het ligt aan de overkant van dezelfde estuarium als Burgh Castle.
- Othona (Bradwell on Sea, Essex). Garnizoen door de Numerus Fortensium.
- Regulbium (Reculver, Kent). Samen met Brancaster een van de oudste forten, gebouwd in de jaren 210 om het Theems-estuarium te bewaken, het is eveneens een castrum.[12] Het garnizoen was sinds de 3e eeuw cohors I Baetasiorum.
- Rutupiae (Richborough, Kent), garnizoen door delen van Legio II Augusta.
- Dubris (Dover Castle, Kent), garnizoen door de Milites Tungrecani.
- Portus Lemanis (Lympne, Kent), garnizoen door de Numerus Turnacensium. Nabij deze havenplaats lag het fort Stutfall Castle.
- Anderitum (Pevensey Castle, East Sussex), garnizoen door de Numerus Abulcorum.
- Portus Adurni (Portchester Castle, Hampshire), garnizoen door de Numerus Exploratorum.

### In Gallië
Zoals hierboven vermeld, beschrijft de Notitia ook twee afzonderlijke commando's aan de noordelijke kust van Gallië, die beide tot het Litus Saxonicum behoorden. Het moet echter opgemerkt worden, dat toen deze lijsten werden samengesteld (ongeveer 420 n.Chr.) Britannia was opgegeven door het Romeinse leger. Het eerste commando verzekerde de oevers van de provincie Belgica Secunda (ruwweg tussen de mondingen van de Schelde en de Somme), onder de dux Belgicae Secundae met hoofdkwartier in Portus Aepatiaci (mogelijk Étaples):
- Marcae (onbekende locatie in de buurt Calais, mogelijk Marck of Marquise), garnizoen door de Equites Dalmatae. In de Notitia is het samen met Grannona het enige fort aan de Gallische kust, waarvan expliciet wordt gezegd dat het in litore Saxonico ligt.
- Locus Quartensis sive Hornensis (waarschijnlijk aan de monding van de Somme), de haven van de classis Sambrica ("Vloot van de Somme")
- Portus Aepatiaci (mogelijk Étaples), garnizoen door de milites Nervii.

Hoewel niet genoemd in de Notitia, viel de haven van Gesoriacum of Bononia (Boulogne-sur-Mer), tot 296 de belangrijkste basis van de Classis Britannica, ook onder de dux secundae Belgica.
Tot deze groep behoort ook het Romeinse fort in Oudenburg.
Verder naar het westen vielen onder de dux tractus Armoricani et Nervicani vooral de kusten van de Armorica, nu Normandië en Bretagne, maar ook de kust tot aan het Gironde-estuarium. De Notitia vermeldt de volgende locaties:
- Grannona (betwiste locatie, of aan de mond van de Seine of bij Port-en-Bessin-Huppain[15]), zetel van de dux, garnizoen door de cohors prima nova Armoricana. In de Notitia wordt deze locatie expliciet genoemd als liggend in litore Saxonico.
- Rotomagus (Rouen), garnizoen door de milites Ursariensii
- Constantia (Coutances), garnizoen door de legio I Flavia Gallicana Constantia
- Abricantis (Avranches), garnizoen door de milites Dalmati
- Grannona (onzeker of dit een andere locatie is dan het eerdergenoemde Grannona, mogelijk Granville), garnizoen door de milites Grannonensii
- Aleto of Aletum (Aleth, bij Saint-Malo), garnizoen door de milites Martensii
- Osismis (Brest), garnizoen door de milites Mauri Osismiaci
- Blabia (mogelijk Hennebont), garnizoen door de milites Carronensii
- Benetis (mogelijk Vannes), garnizoen door de milites Mauri Beneti
- Manatias (Nantes), garnizoen door de milites superventores

## Voetnoten
1. ↑  Notitia Dignitatum, Pars Occ. XXVIII
2. ↑  Eutropius, Breviarium, IX.21
3. ↑  CBA Report 18: The Saxon Shore, blz. 63-67
4. ↑  Aurelius Victor De Caesaribus XXXIX.20-21
5. ↑  Fields, blz. 39-42
6. ↑  Fields, blz. 43-45.
7. ↑  Ammianus Marcellinus, Historia Romana, XVIII.2.3, Zosimus, Historia Nova, III.5.2. Gearchiveerd op 1 oktober 2023.
8. ↑  Ammianus Marcellinus, Historia Romana, XXVII.8.6-7
9. ↑  Fields, blz. 42-43
10. ↑  CBA Report 18: The Saxon Shore, blz.3-5
11. ↑  CBA Report 18:. The Saxon Shore, blz. 8
12. ↑  Aangetoond door de enige gevonden inscriptie Regulbium op RomanBritain.org)
13. ↑  Notitia Dignitatum, Pars Occ. XXXVIII
14. ↑  Notitia Dignitatum, Pars Occ. XXXVII
15. ↑  CBA Report 18: The Saxon Shore, p. 67

## Bronverwijzing
- Dit artikel of een eerdere versie ervan is een (gedeeltelijke) vertaling van het artikel Saxon Shore op de Engelstalige Wikipedia, dat onder de licentie Creative Commons Naamsvermelding/Gelijk delen valt. Zie de bewerkingsgeschiedenis aldaar.